# Heinz Stettler
Heinz Stettler (n. 1 martie 1952, Regensdorf, cantonul Zürich, Elveția – d. 24 mai 2006) a fost un bober ce a reprezentat Elveția, medaliat olimpic. A participat la o ediție a Jocurilor Olimpice (1984) în care a câștigat o medalie de bronz.

## Participări
Lista de mai jos prezintă principalele competiții la care a participat Heinz Stettler de-a lungul carierei.
- bobsleigh at the 1984 Winter Olympics – four-man[*]